# Луостари (посёлок при станции)
Луостари — населённый пункт (тип: железнодорожная станция), посёлок при станции Луостари в Печенгском районе Мурманской области. Входит в сельское поселение Корзуново.

## География
Расположена на правом берегу реки Малая Печенга.

## История
Поселок появился при строительстве железной дороги. В нём жили железнодорожники, обслуживающие путевую инфраструктуру;их семьи.

## Население
| 2002 | 2010 |
| ---- | ---- |
| 41   | ↘10  |

Гендерный состав
По данным Всероссийской переписи населения 2010 года из 10 человек 5 мужчин (50 %) и 5 женщин (50 %).

## Инфраструктура
Путевое хозяйство Мурманского региона Октябрьской железной дороги.

## Транспорт
Железнодорожный транспорт.